# Stora Rimmö
Stora Rimmö är en ö i Sankt Anna socken i Söderköpings kommun, väster om Äspholm och öster om Djursö. Ön har en yta av 1,38 kvadratkilometer.
Ett gravröse på visar att den befolkats redan under forntiden. Den nuvarande bebyggelsen kan spåras tillbaka till 1700-talet och runt 1900 fanns fyra gårdar på Stora Rimmö. 2012 fanns tre bofasta på ön, därtill ett tiotal fritidshus.
Öar kobbar och skär norr om denna ö bildar naturreservatet Stora Rimmö